# Pete Schrum
Pete Schrum (* 16. Dezember 1934 in Canton, Ohio; † 17. Februar 2003 in Prescott, Arizona), geboren als Paul Richard Shrum, war ein US-amerikanischer Schauspieler.

## Leben
Schrum wurde als Paul Richard Shrum im Mercy Hospital in Canton geboren und hatte eine Schwester namens Rosemarie. Er verließ die Central Catholic High School vor dem Abschluss und ging zu den United States Marines. Im Anschluss an seine Militärzeit arbeitete er in verschiedenen Berufen, so auf dem Bau und als Stahlarbeiter.
In einem Gespräch mit der Zeitschrift The Repository aus Canton sagte dessen Schwester Rosemarie, kurz nach seinem Tod im Jahr 2003, über ihren Bruder: „Mein Großvater nannte ihn Pietro Pauli, und das blieb irgendwie hängen. […] Jeder kannte ihn unter dem Namen Pete, sogar in der Schule, seit er ein kleiner Junge war. […] Aus irgendeinem Grund benannten ihn Journalisten und andere, die seinen Namen schreiben mussten, als Schrum und fügten seinem Nachnamen ein ‘c’ hinzu. […] Nach einer Weile machte sich Pete nicht mehr die Mühe, sie zu korrigieren, und es wurde sein Künstlername.“ Einige Publikationen verwenden anstatt Pete auch Peter – dieser Name wurde von Schrum selbst aber nie verwendet.
1999 war er in einen Autounfall verwickelt, bei dem er fast getötet wurde und Verletzungen erlitt, die eine Gesichtsrekonstruktion und eine Beinoperation erforderlich machten.
Schrum war bis zu seinem Tod mit Maureen Elizabeth verheiratet; aus der Ehe stammen fünf Kinder. Er starb im Alter von 68 Jahren, 24 Tage nach seiner Gimme a Break!-Co-Darstellerin Nell Carter, an den Folgen eines Herzinfarkts.

## Karriere
Der 2,15 Meter große Schrum entwickelte bereits während der Schulzeit seine Leidenschaft für die Schauspielerei. Er begann seine Karriere als Theaterdarsteller beim Regionaltheater: dort spielte er unter anderem bei der Players Guild, beim Canal Fulton Dinner Theater und den Kenley Players. Erste Rollen vor der Kamera hatte er 1979 – im Alter von 45 Jahren – in der Miniserie Victor Charlie ruft Lima Sierra und in dem Fernsehfilm The Dooley Brothers. Es folgten in den 1980er Jahren bis Mitte der 1990er Jahre Auftritte in zahlreichen Filmen und Fernsehserien.
Eine wiederkehrende Rolle hatte er als Onkel Ed Kanisky in der Sitcom Gimme a Break!. Zudem hatte er Gastauftritte in Fernsehserien wie True Colors, Harrys wundersames Strafgericht und Familienbande. In James Camerons Science-Fiction-Film Terminator 2 – Tag der Abrechnung mit Arnold Schwarzenegger in der Hauptrolle spielte er den Barbesitzer Lloyd, der sich und seine Gäste mit einer Schrotflinte verteidigt. Weitere Filmauftritte hatte er in Destroyers, in The Man Who Wasn’t There, in dem Schrum einen LKW-Fahrer spielte, und zuletzt als Sergeant Crowe in Hulk, der Mitte 2003 nach seinem Tod veröffentlicht wurde.
Schrum verkörperte für mehr als ein Jahrzehnt den Weihnachtsmann in Werbespots für Coca-Cola und wirkte auch in zahlreichen anderen Werbeformaten mit. Den Weihnachtsmann verkörperte er bereits in seiner Heimat und später im Rahmen von Wohltätigkeitsarbeit für die Mary Volpes Angel Foundation.
Im deutschen Sprachraum wurde Pete Schrum unter anderem von Manfred Erdmann, Imo Heite, Alexander Herzog, Helmut Krauss, Karl-Heinz Krolzyk, Hartmut Neugebauer, Engelbert von Nordhausen, Joachim Richert, Karl Schulz und Marlin Wick synchronisiert.

## Filmografie (Auswahl)

### Film
- 1979: The Dooley Brothers (Fernsehfilm)
- 1980: Galaxina
- 1980: Midlife Crisis (Falling in Love Again)
- 1982: Movie Madness (National Lampoon’s Movie Madness)
- 1983: Flicks
- 1984: C.A.S.H. (The Jerk, Too, Fernsehfilm)
- 1984: Trancers
- 1986: Destroyers (Eliminators)
- 1986: Hollywood Harry
- 1988: Eine verrückte Reise durch die Nacht (The Night Before)
- 1989: Arena – Nur einer Überlebt (Arena)
- 1990: Blue Heat – Hilf dir selbst oder stirb (Blue Desert)
- 1991: Terminator 2 – Tag der Abrechnung (Terminator 2: Judgment Day)
- 1992: Demonic Toys
- 1995: Dead Man
- 2001: The Man Who Wasn’t There
- 2003: Hulk

### Fernsehserien
- 1979: Victor Charlie ruft Lima Sierra (The French Atlantic Affair, Miniserie)
- 1979: Delta House
- 1980: Quincy
- 1980: Vegas
- 1982–1983: Gimme a Break!
- 1982–1983: Die Jeffersons (The Jeffersons)
- 1981–1983: Trapper John, M.D.
- 1983: Fantasy Island
- 1984: T. J. Hooker
- 1984: After MASH
- 1984: Silver Spoons
- 1985: It’s Your Move
- 1987: Familienbande (Family Ties)
- 1989: Der Hogan-Clan (Valerie)
- 1989–1990: Chip und Chap – Die Ritter des Rechts (Chip ’n Dale: Rescue Rangers, Sprechrolle)
- 1990: Harrys wundersames Strafgericht (Night Court)
- 1990: Ein gesegnetes Team (Father Dowling Mysteries)
- 1991: Alles total normal – Die Bilderbuchfamilie (True Colors)
- 1992: Zurück in die Vergangenheit (Quantum Leap)
- 1994: Vier mal Herman (Herman’s Head)
- 1995: Legend